# Chełmskie Linie Autobusowe
Chełmskie Linie Autobusowe Sp. z o.o. w Chełmie – przedsiębiorstwo utworzone w 1997 roku w wyniku transformacji Miejskiego Przedsiębiorstwa Komunikacyjnego.
Według stanu na dzień 21.07.2023 spółka obsługuje 12 linii autobusowych kursujących w mieście Chełm. Jedna z nich wyjeżdża poza granice administracyjne miasta zapewniając sezonowe połączenie z ogródkami działkowymi w miejscowości Józefin. Linie 1, 2 oraz 9 kursują codziennie, także w niedziele i święta.
Rozkład jazdy CLA, aktualizowany na bieżąco, znajduje się w aplikacji myBus wraz z opcją "Planer podróży".

## Historia
Bezpośrednią przyczyną uruchomienia transportu publicznego w Chełmie była budowa kombinatu cementowego we wschodniej części miasta którą ukończono w 1960 roku. I tak PKS w Chełmie istniejący od 1 stycznia 1952 uruchomił przewozy pasażerskie 17 marca 1958 roku zaś autobusy komunikacji miejskiej pojawiły się na ulicach Chełma 1 maja 1959 roku.
Z biegiem czasu powstawały kolejne zakłady przemysłowe i osiedla mieszkaniowe a co za tym idzie sieć komunikacyjna obu przewoźników powiększała się. Linie autobusowe numerowano chronologicznie – od najstarszej „jedynki” i „dwójki” które wystartowały w 1959 aż do szczytowej „37”, która powstała w 1987 roku. W latach 1978–1994 oraz 2015–2018 funkcjonowały linie nocne.

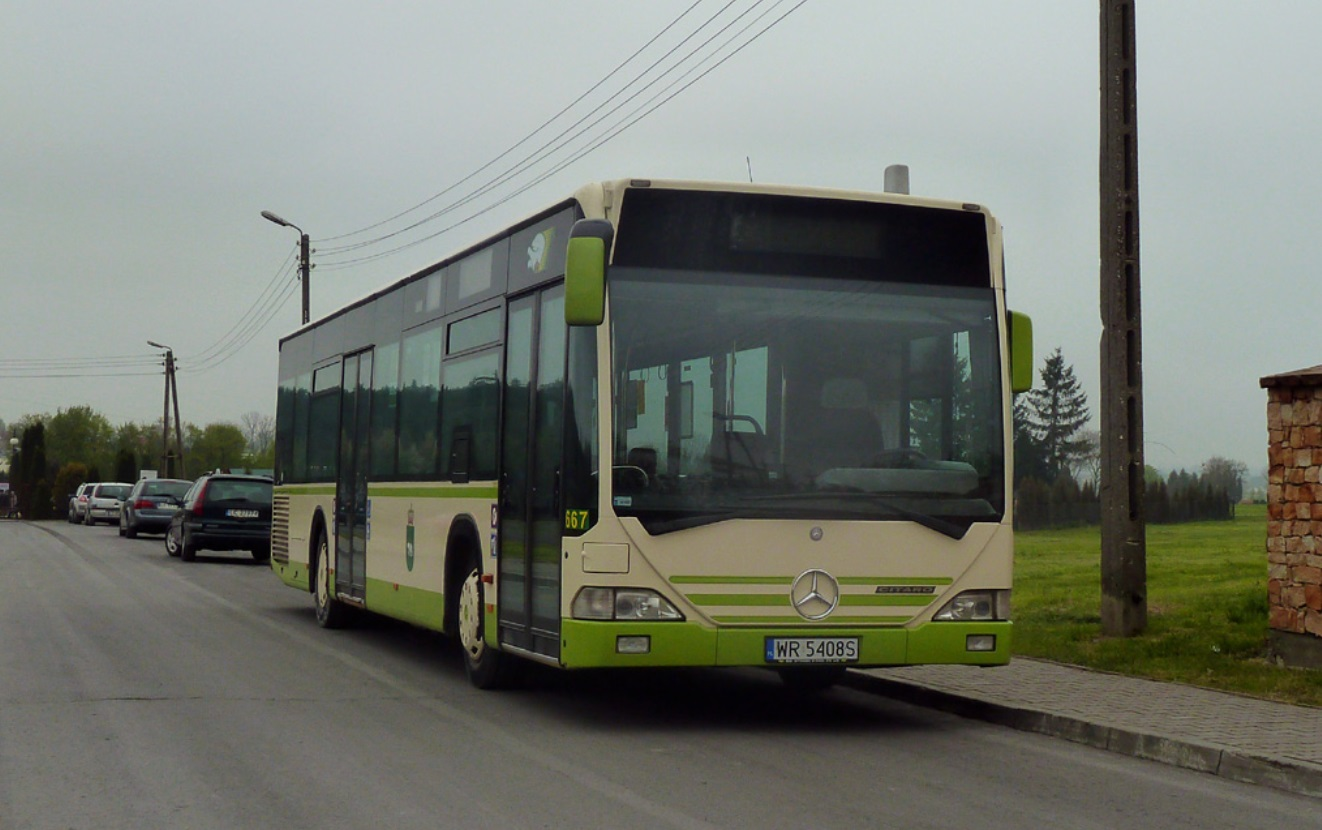
Mercedes O530 Citaro w aktualnym schemacie malowania

W latach 1959–1989 komunikacja miejska była częścią struktur Miejskiego Przedsiębiorstwa Gospodarki Komunalnej. Współczesna zajezdnia przy ulicy Okszowskiej 41 eksploatowana jest od roku 1996. Dawniej całość była ulokowana w kompleksie MPGK przy ulicy Wołyńskiej 53–57.
1 listopada 1989 r. powstało Miejskie Przedsiębiorstwo Komunikacyjne. W 1990 r. Rada Miasta podjęła decyzję o przekształceniu MPK w spółkę prawa handlowego, w wyniku czego powstało Miejskie Przedsiębiorstwo Komunikacyjne Sp. z o.o., które rozpoczęło działalność 1 stycznia 1993 r.
W 1992 roku na najbardziej zatłoczonych trasach (linie 1, 20, 28, 30, 35) pojawiła się konkurencja w postaci przewoźników prywatnych. Numer linii prywatnej był zawsze o 100 wyższy niż jej MPK-owski odpowiednik to znaczy 101, 120, 128, 130, 135. Epizodycznie były to także 105, 107, 109, 115, 123, 124. „Miejska” komunikacja prywatna zniknęła w 2005 roku. Do dziś została tylko podmiejska linia 120 obsługiwana autokarami turystycznymi.
24 czerwca 1997 r. Miasto Chełm i irlandzka spółka Southern Vectis plc podpisały umowę, która zakładała, że Southern Vectis obejmie 3849 udziałów, pokrywając je wkładem w postaci know-how (m.in. zapewni: projekt sieci linii komunikacyjnych oraz wdrożenie go, szkolenia pracowników, sprzęt komputerowy, wizerunek firmy, system finansowy). Miasto Chełm objęło 9424 udziały (3507 pokryło gotówką, 5917 wkładem: nieruchomość przy ul. Okszowskiej 41). Powstałe wówczas Chełmskie Linie Autobusowe były pierwszym sprywatyzowanym przedsiębiorstwem komunalnym w mieście. Kolorystykę autobusów zmieniono wówczas z kremowo-czerwonej na żółto-zieloną.
Z myślą o obsłudze wąskich osiedlowych ulic w 1997 r. CLA kupiły 7 autobusów wersji midi Kapena City 7,5. W 2000 r. dołączyły do nich dwie Kapeny Thesi City, które zostały sprzedane do Lublina w 2010 roku. W 2004 r. park pojazdów wzbogacił się o 5 Kapen TCM-920. W 2007 r. dołączyły Mercedesy O303-11R i dwa niskopodłogowe autobusy DAB 11-0860S. Od 2008 r. zakupiono 29 Mercedesów O405N / O405N2 w celu stopniowego wycofywania Jelczy M11, które od 3 listopada 2011 zniknęły z ulic miasta.  Kupiono także 5 autobusów Setra S315 NF i dwa Many NÜ263. W 2013 r. zostały zakupiono pierwsze cztery autobusy niskopodłogowe Mercedes-Benz O530.
W 2009 roku po raz drugi zmieniono malowanie autobusów na kolory: ciemnozielony i kość słoniowa – jako nawiązanie do herbu i flagi miasta.
W 2016 roku dokonano trzeciej korekty barw firmowych. Odcień zieleni podmieniono na jaśniejszy.

## Linie
Na dzień 21.07.2023 Chełmskie Linie Autobusowe obsługują 12 linii.
| Linia | Trasa |
| ----- | --- |
| 1     | DWORZEC PKP, Kolejowa, (CEMENTOWNIA, Fabryczna)*, Przemysłowa, 11 Listopada, I Pułku Szwoleżerów, Młodowskiej, Pl. Gdański, Lubelska, Al. Armii Krajowej, Al. Żołnierzy I AWP, Wojsławicka, Al. 3 Maja,15 Sierpnia, OS. SŁONECZNE PĘTLA [Powrót tą samą trasą] |
| 2     | CERAMICZNA PĘTLA, Ceramiczna, Szpitalna, Rejowiecka, (Kochanowskiego)*, Zawadòwka, Os. Gwarek, Lubelska, Al. Armii Krajowej, Al. Żołnierzy I AWP, Wojsławicka, Al. 3 Maja, 15 Sierpnia, OS. SŁONECZNE PĘTLA [Powrót tą samą trasą] |
| 3     | SZPITAL PĘTLA, Szpitalna, Lubelska, Al. Armii Krajowej, Lwowska, 15 Sierpnia, OS. SŁONECZNE PĘTLA [Powrót tą samą trasą] |
| 6     | JAGIELLOŃSKA PĘTLA, Rolnicza, 11 Listopada, I Pułku Szwoleżerów, Pl. Gdański, AK, Lwowska, Droga Męczenników, Połaniecka, Wolności, Wojsławicka, Żołnierzy I AWP, Hrubieszowska, Litewska, Ogrodnicza, Łowiecka, JAGIELLOŃSKA PĘTLA |
| 7     | JAGIELLOŃSKA PĘTLA, Łowiecka, Ogrodnicza, Litewska, Hrubieszowska, Wiejska, Batorego, Żwirki i Wigury, Żołnierzy I AWP, Wojsławicka, Wolności, Połaniecka, Droga Męczenników, Lwowska, AK, Lubelska, Młodowskiej, I Pułku Szwoleżerów, 11 Listopada, Rolnicza, JAGIELLOŃSKA PĘTLA |
| 8     | DWORZEC PKP, Kolejowa, Przemysłowa, 11 Listopada, I Pułku Szwoleżerów, Młodowskiej, Pl. Gdański, Lubelska, Szpitalna, SZPITAL PĘTLA, (Ceramiczna, CERAMICZNA PĘTLA)* [Powrót tą samą trasą] |
| 9     | DWORZEC PKP, Kolejowa, (CEMENTOWNIA, Fabryczna)*, Przemysłowa, 11 Listopada, I Pułku Szwoleżerów, Młodowskiej, Pl. Gdański, Lubelska, Os. Gwarek, (Kochanowskiego)*, Zawadówka, Rejowiecka, Szpitalna, Ceramiczna, CERAMICZNA PĘTLA [Powrót tą samą trasą] |
| 10    | SZPITAL PĘTLA, Szpitalna, Lubelska, Al. Armii Krajowej, Al. Żołnierzy I AWP, Hrubieszowska, Krzyż. Wojsławickie, HRUBIESZOWSKA PĘTLA (JÓZEFIN**)* [Powrót tą samą trasą] |
| 11    | DWORZEC PKP, Al. Piłsudskiego, 11 Listopada, Brzóski, Litewska, Hrubieszowska, Al. Żołnierzy I AWP, Wojsławicka, Al. 3 Maja, Lwowska, Al. Armii Krajowej, Lubelska, Szpitalna, Rejowiecka, Al. Przyjaźni, Okszowska, OKSZOWSKA CLA [Powrót tą samą trasą] |
| 12    | (METALOWA PĘTLA, Metalowa, Ogrodowa, Karłowicza)* OS. SŁONECZNE PĘTLA, 15 Sierpnia, Lwowska, Al. Żołnierzy I AWP, Hrubieszowska, Litewska, Brzóski, 11 Listopada, I Pułku Szwoleżerów, Młodowskiej, Pl. Gdański, Lubelska, Trubakowska, PIWNA PĘTLA [Powrót tą samą trasą] |
| 13    | OKSZOWSKA CLA, Okszowska, Al Przyjaźni, Wiadukt, Obłońska, Kolejowa, Dworzec PKP, Piłsudskiego, Wołyńska, Brzóski, 11 Listopada, I Pułku Szwoleżerów, Słowackiego, Żwirki i Wigury, Żołnierzy I AWP, Wojsławicka, (Mościckiego)*, 3 Maja, Lwowska, AK, Lubelska, Zawadówka, OS. GWAREK PĘTLA [Tam] OS. GWAREK PĘTLA, Zawadówka, Lubelska, AK, Lutosławskiego, Wieniawskiego, Lwowska, 3 Maja, (Mościckiego)* Wojsławicka, Żołnierzy I AWP, Hrubieszowska, Wiejska, Batorego, Słowackiego, I Pułku Szwoleżerów, Piłsudskiego, Dworzec PKP, Kolejowa, Obłońska, Wiadukt, Al. Przyjaźni, Okszowska, OKSZOWSKA CLA [Powrót] |
| 14    | DWORZEC PKP, Al. Piłsudskiego, Wołyńska, Brzóski, 11 Listopada, I Pułku Szwoleżerów, Młodowskiej, Pl. Gdański, Lubelska, Szpitalna, Rejowiecka, Kochanowskiego, Włodawska, Zawadòwka, SYNÓW PUŁKU/TBS [Tam] SYNÓW PUŁKU/TBS, Zawadòwka, Włodawska, Kochanowskiego, Rejowiecka, Szpitalna, Lubelska, Młodowskiej, I Pułku Szwoleżerów, Al. Piłsudskiego, DWORZEC PKP [Powrót] |

* zajazd odbywa się niektórymi kursami oznaczonymi w rozkładzie jazdy
** kursuje w okresie 1.IV – 31.X

## Tabor
Tabor Chełmskich Linii Autobusowych to obecnie 34 sztuki używanych Mercedesów-Benz O530 które eksploatowane były dawniej na terenie Niemiec i Szwajcarii. Są one niskopodłogowe oraz posiadają system informacji pasażerskiej. Pojazdy są zasilane olejem napędowym. Firma oprócz autobusów liniowych posiada autokar turystyczny marki Setra oraz 5 pojazdów technicznych. W 2021 roku miasto rozpisało przetarg na 6 ośmiometrowych autobusów. Ofertę złożyły dwie firmy: Autosan z kwotą 6,561 mln zł oraz Solaris z kwotą  7,002 mln zł. Wygrał Solaris z 6 modelami Urbino 8,9 LE. Nowe autobusy pojawią się w grudniu 2021 roku. Nowe pojazdy zastąpią część obecnego taboru.
Do obsługi sieci komunikacyjnej wykorzystuje się 21 pojazdów w dni powszednie, 11 w soboty i 9 w niedziele.
| Mercedes-Benz O530 | przewóz osób na wózkach · system informacji pasażerskiej | 655 – 690         | 2000 – 2006       | 2013 –            | 34 |               |               |               |               |               |               |               |               |               |               |      |
| Setra S416UL       | klimatyzacja nagłośnienie                                | 691               | 2008              | 2018 –            | 1  |               |               |               |               |               |               |               |               |               |               |      |
| Wszystkie pojazdy  | Wszystkie pojazdy                                        | Wszystkie pojazdy | Wszystkie pojazdy | Wszystkie pojazdy | 35 | Niska podłoga | Niska podłoga | Niska podłoga | Niska podłoga | Niska podłoga | Niska podłoga | Niska podłoga | Niska podłoga | Niska podłoga | Niska podłoga | 100% |

| Pojazdy techniczne | Pojazdy techniczne | Pojazdy techniczne | Pojazdy techniczne |
| Marka i model      | Numery taborowe    | Eksploatacja od    | Liczba             |
| ------------------ | ------------------ | ------------------ | ------------------ |
| Kia Ceres 214      | 596                | 1998               | 1                  |
| Citroën C15        | 619                | 2009               | 1                  |
| Daewoo Lublin 3    | 629                | 2010               | 1                  |
| Ursus C360 3P      | 644                | 2011               | 1                  |
| Renault Kangoo     | 689                | 2018               | 1                  |
| Wszystkie pojazdy  | Wszystkie pojazdy  | Wszystkie pojazdy  | 5                  |

| Pojazdy eksploatowane w przeszłości | Pojazdy eksploatowane w przeszłości | Pojazdy eksploatowane w przeszłości | Pojazdy eksploatowane w przeszłości |
| Marka i model                       | Okres eksploatacji                  | Liczba                              |                                     |
| ----------------------------------- | ----------------------------------- | ----------------------------------- | ----------------------------------- |
| Ikarus 260.04                       | 1997 – 2000                         | 1                                   |                                     |
| Jelcz PR110M                        | 1997 – 2006                         | 5                                   |                                     |
| Jelcz M11                           | 1997 – 2011                         | 33                                  |                                     |
| Kapena City 7.5K                    | 1998 – 2011                         | 7                                   |                                     |
| Kapena Thesi City                   | 2000 – 2011                         | 2                                   |                                     |
| Cacciamali TCM920                   | 2005 – 2013                         | 5                                   |                                     |
| Mercedes-Benz O303-11ÜHE            | 2007 – 2012                         | 3                                   |                                     |
| DAB 11-0860S                        | 2007 – 2012                         | 2                                   |                                     |
| Mercedes-Benz O405N                 | 2008 – 2015                         | 12                                  |                                     |
| Mercedes-Benz O405N2                | 2008 – 2019                         | 17                                  |                                     |
| Setra S315 NF                       | 2010 – 2015                         | 5                                   |                                     |
| MAN NÜxx3                           | 2012 – 2016                         | 2                                   |                                     |